# Jaroslav Poš
Jaroslav Poš, původně Jaroslav Posch (9. dubna 1885 Praha – 20. ledna 1944 Praha) byl český pedagog a hudebník.

## Život
Narodil se na Novém Městě pražském jako třetí z pěti dětí pražského průvodce Josefa Posche (* 1832 Louny) a jeho manželky Alžběty, rozené Havránkové (* 1859). Absolvoval pražský učitelský ústav.
Při učitelském působení na středočeských a pražských základních školách vyvíjel bohatou kulturně osvětovou činnost v oblasti hudebních a pohybových aktivit dětí a mládeže. Jejím základem byla příručka Národní tance ve výchově tělesné, kterou spolu s ním napsala Krista Ohaňková, klavírní doprovod a harmonizaci doplnil Jaroslav Křička. První vydání sbírky s 81 tanci vyšel v Lysé nad Labem roku 1913, druhé obsahovalo 78 tanců a vyšlo roku 1923. Příručka se dočkala ještě reprintu v roce 1928 a některé písně byly zařazeny do učebnic hudební výchovy pedagogických škol z let 1955–1965.
Od poloviny 30. let Poš působil v rámci Ústředního osvětového sboru hl. m. Prahy ve sféře dalšího vzdělávání učitelů. Posléze v pozici jednatele a tajemníka Masarykovy dělnické akademie věnoval poslední etapu svého plodného života intenzivnímu organizátorskému a popularizačnímu propagování české hudební kultury minulosti i přítomnosti, což chápal – zejména v těžkých letech předválečných a válečných – jako důležitý nástroj posilování národního uvědomění a síly.
Jeho syn Jaroslav Poš mladší (* 1915 Praha) se stal učitelem na základní devítileté škole v Resslově ulici vyučoval hudební výchovu a angličtinu až do své emigrace v roce 1968.